# REFLECTION (東京女子流のアルバム)
『REFLECTION』（リフレクション）は、東京女子流の5枚目のオリジナルアルバム。2015年12月23日にavex traxから発売された。

## 概要
プロデュースとディレクションは、シングル「Stay with me」、「Never ever」に引き続き、与田春生が率いるユニバーソウルが行っている。メインアレンジャーは中村祐介 (Blu-Swing) が担当、中村はキーボーディストとしても楽曲（M1-8、11）に参加している。CDジャケットおよびType-Bに同梱されているフォトブックは女性ファッション雑誌『NYLON JAPAN』がビジュアルプロデュースを担当している。
体調不良で活動休止中の東京女子流メンバーの小西彩乃は、このアルバムの制作には参加しておらず、CDジャケットも小西を除くメンバー4人となっている。
「illusion」(M3) は東京女子流リーダーの庄司芽生が作詞とメインボーカルを担当しており、アルバムに先立って2015年10月30日に7インチ・アナログ・レコードでも発売されている。また、この楽曲は2016年公開予定の庄司の主演映画『天川ラバーズスーサイド』（加藤綾佳監督）の主題歌となっている。「READY GO!」(M5) は東京女子流メンバーの山邊未夢が作詞を担当している。
Type-A（CD+DVD、初回生産限定盤、AVCD-93230/B）、Type-B（CD+フォトブック仕様、初回生産限定盤、AVCD-93231）、Type-C（CDのみ、AVCD-93232）の3形態があり、各形態とも「スマプラ」対応となっている。スマプラ（スマプラミュージック、スマプラムービー）とは、CDやDVDに収録されたコンテンツをスマートフォンでも視聴できる機能をプラスしたavex独自のサービスで、CD発売から2年間利用することができる。

## 収録曲
1. リフレクション (=TGS55)
作詞：カミカオル 作曲：Cho Sung Hwan, Noh Young Won 編曲：Yusuke Nakamura (BLU-SWING)
2. Never ever (TJO & YUSUKE from BLU-SWING Remix)
作詞：Asami Sakata 作曲：Hiroki Sagawa リミックス：TJO & YUSUKE from BLU-SWING
3. illusion (TJO & YUSUKE from BLU-SWING Remix)
作詞：Mei Shoji, Asami Sakata 作曲：Hiroki Sagawa リミックス：TJO & YUSUKE from BLU-SWING
4. White Snow (=TGS54)
作詞：YuReeNa 作曲：RUSH EYE (CASTLEDOOR Inc.) 編曲：Yusuke Nakamura (BLU-SWING)
5. READY GO! (=TGS56)
作詞：Miyu Yamabe 作曲：Lee jeong won, NOTTRUE 編曲：Yusuke Nakamura (BLU-SWING)
6. Dear Friend (=TGS53)
作詞：Yoshimitsu Sugimura 作曲・編曲：Yusuke Nakamura (BLU-SWING)
7. 純白の約束 (=TGS52)
作詞：YuReeNa 作曲：7th Avenue (CASTLEDOOR Inc.) 編曲：Yusuke Nakamura (BLU-SWING)
8. YOU & I FOREVER (YUSUKE from BLU-SWING mix) (=TGS49)
作詞：Asami Sakata 作曲：Masazumi Ozawa 編曲：Yusuke Nakamura (BLU-SWING)
9. White Snow (Royal Mirrorball Mix)
リミックス：Hiroshi Matsui a.k.a. Royal Mirrorball
10. 純白の約束 (Royal Mirrorball Mix)
リミックス：Hiroshi Matsui a.k.a. Royal Mirrorball
11. ずっと 忘れない。 (TJO & YUSUKE from BLU-SWING Remix)
リミックス：TJO & YUSUKE from BLU-SWING
12. YOU & I FOREVER (Original Mix)
作詞：Asami Sakata 作曲：Masazumi Ozawa 編曲：Hiroshi Matsui
Type-Cのみに収録。

## DVD
- Document Movie 2015
Type-Aのみに同梱。2015年6月13日に行われた東京女子流の5周年ライブ『TOKYO GIRLS' STYLE 5th Anniversary LIVE -キラリ☆ into the new world-』（Zepp DiverCity (TOKYO)）の制作過程、6月の上海・7月のロンドン・8月の台湾でのライブイベントのオフショット、メンバーへのインタビューで構成されている1時間43分のドキュメンタリーDVD。